# زنجیره (مرند)
زنجیره (به انگلیسی: Zanjireh) روستایی از توابع بخش کشکسرای شهرستان مرند در استان آذربایجان شرقی ایران است.

## جمعیت
این روستا در بخش کشکسرای قرار دارد و براساس سرشماری مرکز آمار ایران در سال ۱۳۸۵، جمعیت آن ۲٬۴۸۶ نفر (۵۲۴خانوار) بوده‌است.